# Banderilla

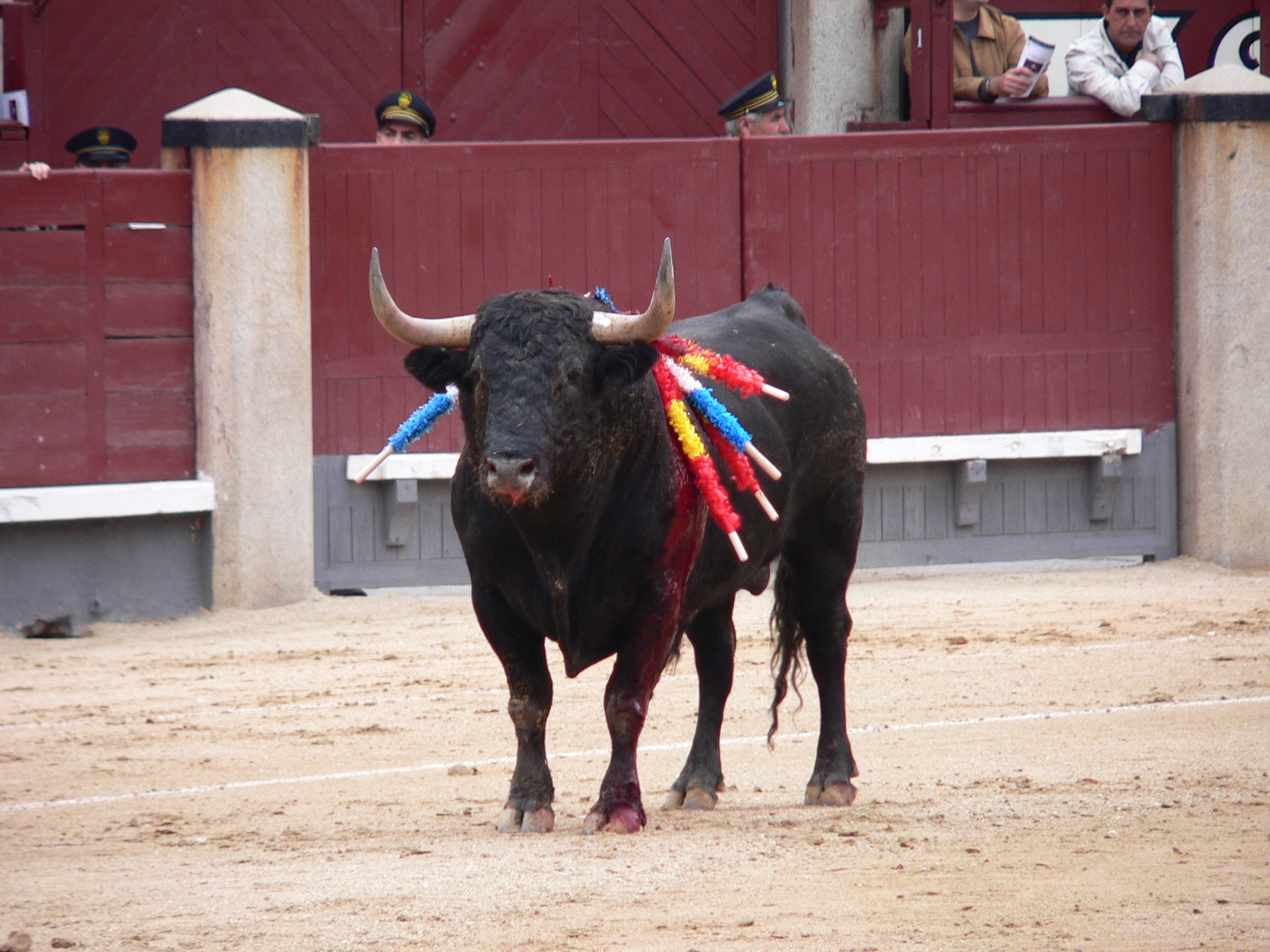
Stier met banderilla's in zijn zij

Een banderilla is een versierde stok met weerhaken aan het einde die bij stierenvechten gebruikt wordt. De zogenaamde banderillero's, drie van de zes assistenten van de stierenvechter of toreador proberen deze stokken gedurende de derde ronde van een stierengevecht (Suerte de Banderillas of Tercio de Banderillas) in de schoft van de stier te steken. Dit doen ze door de stier aan te laten vallen en zelf op het juiste moment de stok te planten.